# Korpás
Korpás (szlovákul: Korpáš) Baráttelke településrésze, korábban önálló falu Szlovákiában, a Besztercebányai kerületben, a Nagyrőcei járásban.

## Fekvése
Nagyrőcétől 10 km-re, keletre fekszik.

## Története
Vályi András szerint: „KOPRAS vagy Koporecs. Elegyes falu Gömör Várm. földes Ura G. Koháry Uraság, lakosai külömbfélék, fekszik Jolsvának szomszédságában, mellynek filiája; határja néhol soványas, és kősziklás, leg inkább rozsot, és zabot terem, legelője elég van, fája az Uraságnak engedelmével mind a' két féle, keresetre a' szomszéd vas hámorokban meglehetős módgyok van, szenet is égethetnek.”
Fényes Elek szerint: „Kopras, Gömör v. tót falu, Jolsvához 1 1/2 órányira éjszak felé: 83 kath., 103 evang. lak. F. u. h. Koburg.”
Gömör-Kishont vármegye monográfiája szerint: „Koprás, jelentéktelen tót kisközség, 30 házzal és 149 ág. ev. h. vallású lakossal. A Koháry-féle uradalmak közé tartozott és a Coburg herczegi család tulajdonába ment át. Az evangelikusok imaháza 1901-ben épült. Postája, távírója és vasúti állomása Hisnyóvíz.”
1910-ben 162, túlnyomórészt szlovák lakosa volt. A trianoni békeszerződésig Gömör-Kishont vármegye Nagyrőcei járásához tartozott.

## Lásd még
- Baráttelke